# 中国医药工业研究总院
中国医药工业研究总院是中华人民共和国的药物研发机构，隶属于中国医药集团有限公司。成员企业有上海医药工业研究院等。

## 研究领域
中国医药工业研究总院是中华人民共和国国务院批准的首批博士硕士学位授予单位之一，包括药学一级学科博士硕士培养点和多个二级学科博士硕士培养点。